# Antennuloniscus alfi
Antennuloniscus alfi là một loài chân đều trong họ Haploniscidae. Loài này được Würzeberg & Brökeland miêu tả khoa học năm 2006.